# Region Albula
Die Region Albula ⓘ (rätoromanisch Alvraⓘ) ist eine Verwaltungseinheit des Schweizer Kantons Graubünden, die durch die Gebietsreform auf den 1. Januar 2016 entstand.
Sie umfasst die Täler der Albula, das Albulatal, und der Julia, das Oberhalbstein. Die Region wird auch Surmeir genannt.
Bis auf die Gemeinde Mutten (wechselte auf den 1. Januar 2017 in die Region Viamala) ist die Region Albula mit dem bis zum 31. Dezember 2016 bestehenden Bezirk Albula identisch.
Die Kreise Alvaschein, Belfort und Bergün wurden auf den 31. Dezember 2016 aufgelöst, der Kreis Surses blieb noch bis zum 31. Dezember 2017 für überkommunale Aufgaben weiter bestehen.

## Einteilung
Zur Region Albula gehören folgende Gemeinden:
Stand: 1. Januar 2018
| Wappen         | Name der Gemeinde | Einwohner (31. Dezember 2023) | Fläche in km² | Einw. pro km² |
| -------------- | ----------------- | ----------------------------- | ------------- | ------------- |
| Albula/Alvra   | Albula/Alvra      | 1313                          | 93,93         | 14            |
| Bergün Filisur | Bergün Filisur    | 914                           | 190,14        | 5             |
| Lantsch/Lenz   | Lantsch/Lenz      | 528                           | 21,81         | 24            |
| Schmitten      | Schmitten GR      | 209                           | 11,35         | 18            |
| Surses         | Surses            | 2424                          | 323,77        | 7             |
| Vaz/Obervaz    | Vaz/Obervaz       | 2742                          | 42,51         | 65            |
| Total (6)      | Total (6)         | 8117                          | 683,51        | 12            |

## Veränderungen im Gemeindebestand

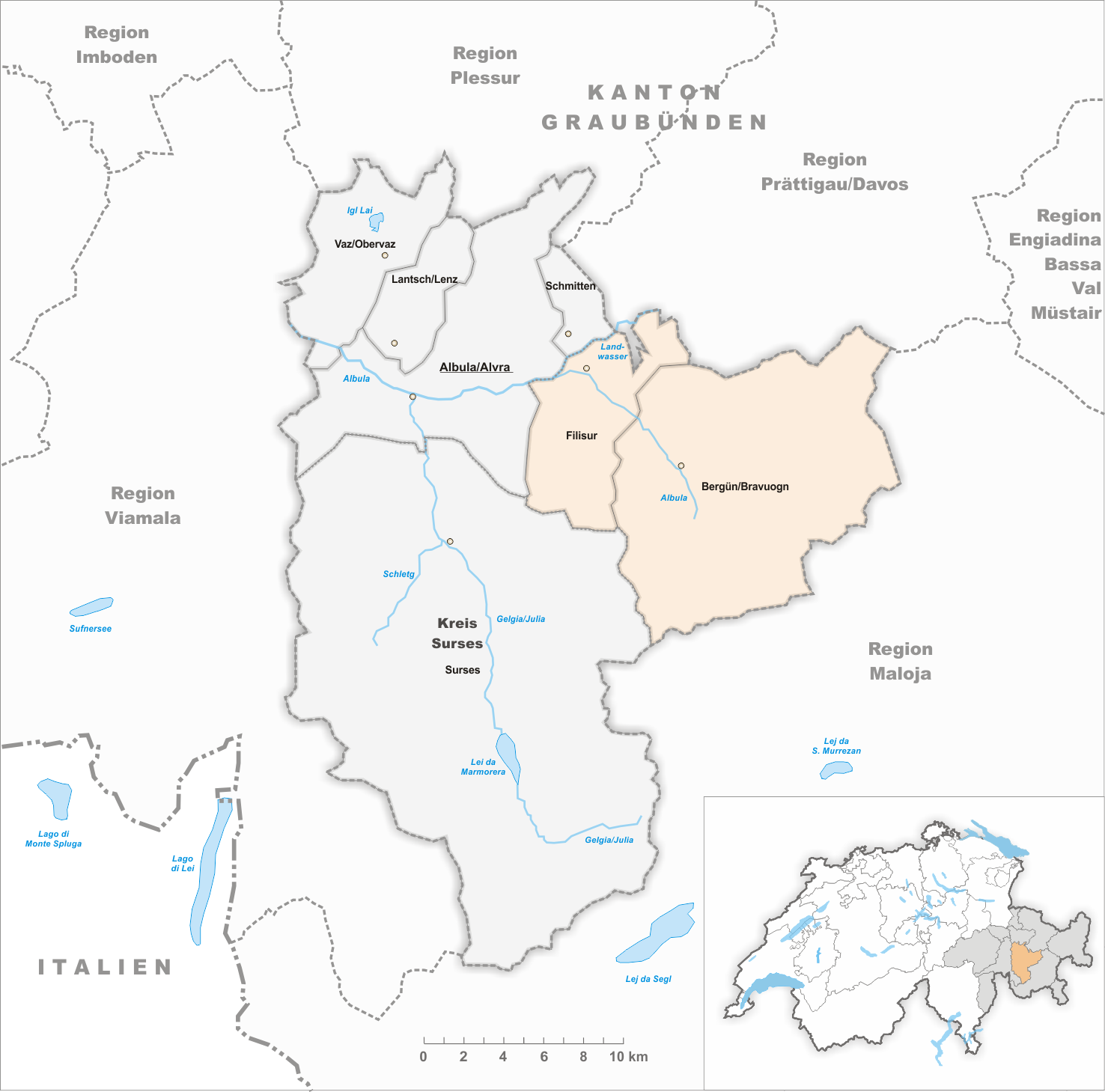
Gemeinden bis 2017

- 2018: Fusion Bergün/Bravuogn und Filisur  →  Bergün Filisur